# Stadiumi Kombëtar „Qemal Stafa”
Stadiumi Kombëtar „Qemal Stafa” – nieistniejący już stadion piłkarski w Albanii, znajdujący się w stolicy kraju – Tiranie. Obiekt istniał w latach 1947–2016. W latach 2016–2019 w jego miejscu wybudowano nowy stadion narodowy.

## Historia
Budowę stadionu rozpoczęły włoskie władze okupacyjne w sierpniu 1939, ale w 1943 prace wstrzymano. Oficjalne otwarcie stadionu nastąpiło w 1947, choć już w 1946 rozgrywano na nim zawody sportowe. Został nazwany imieniem działacza komunistycznego Qemala Stafy.
Na stadionie rozgrywały swoje mecze drużyny stołeczne – KF Tirana, Dinamo Tirana i Partizani Tirana. Stadion miał status narodowego (Stadiumi Kombëtar) – to na nim większość meczów rozgrywała piłkarska reprezentacja Albanii. Pojemność stadionu wynosiła 19 600 miejsc. Ściany kawiarni, znajdującej się na zapleczu stadionu pokryte były fotografiami, upamiętniającymi mecze międzynarodowe, które rozegrała reprezentacja Albanii.
Stadion nie był rozbudowywany od chwili powstania. 8 października 2010 premier rządu albańskiego Sali Berisha zadeklarował, że w 2012, w stulecie niepodległości zostanie otwarty w Tiranie nowy stadion narodowy, o pojemności 33 tys. miejsc. Ostatecznie w 2016 rozebrano stary obiekt, a w jego miejscu rozpoczęła się budowa nowej, typowo piłkarskiej areny (Arena Kombëtare) na ponad 22 tys. widzów. Jej otwarcie nastąpiło w listopadzie 2019 roku, a pierwszy mecz na nowym stadionie rozegrały reprezentacje Albanii i Francji.